# Fernandezina eduardoi
Espèce
Fernandezina eduardoi est une espèce d'araignées aranéomorphes de la famille des Palpimanidae.

## Distribution
Cette espèce est endémique de Colombie. Elle se rencontre dans les départements d'Atlántico, de Bolívar et de Sucre.

## Description
Le mâle holotype mesure 2,63 mm et la femelle paratype 2,85 mm.

## Étymologie
Cette espèce est nommée en l'honneur d'Eduardo Flórez Daza.

## Publication originale
- Cala-Riquelme, Quijano-Cuervo, Sabogal-González & Agnarsson, 2018 : New species of Otiothopinae (Araneae: Palpimanidae) from Colombia. Zootaxa, no 4442(3), p. 413-426.